# Charles de Navarre (1510-1528)
 (août 2016).
Si vous disposez d'ouvrages ou d'articles de référence ou si vous connaissez des sites web de qualité traitant du thème abordé ici, merci de compléter l'article en donnant les références utiles à sa vérifiabilité et en les liant à la section « Notes et références ».
Pour les articles homonymes, voir Charles de Navarre.
Charles de Navarre, prince héritier du royaume de Navarre, est né au château de Pau le 12 décembre 1510, et mort en captivité à Naples 19 septembre 1528.

## Biographie

### Prince de Navarre
Fils des souverains de Navarre Catherine de Foix et de Jean III d'Albret, il est le frère cadet de Henri II de Navarre.
Né et élevé en Béarn, il est nommé en novembre 1511 lieutenant-général pour présider (nominalement) les États de Béarn.
Quelques mois plus tard, en juillet 1512, se produit l'invasion du royaume de Navarre par les troupes de Ferdinand le Catholique. Toute la famille royale doit fuir précipitamment de Pampelune pour se réfugier à Pau. Charles sera élevé dans une ambiance de guerre et de préparatifs de reconquête.
À la mort de ses père (1516) et mère (1517) il devient le premier héritier direct du nouveau souverain, son frère Henri II de Navarre, mais il est bientôt recueilli par son grand-père Alain d'Albret et élevé par ce dernier jusqu'à sa mort en 1522.
En 1523 une expédition espagnole dirigée par Philibert de Chalon, prince d'Orange, ravage les alentours de Bayonne et du Béarn. La défense est alors assurée par son cousin Odet de Foix-Lautrec.
En juin 1524, son frère Henri II ayant répondu à l'appel du roi de France François Ier pour participer à la guerre en Italie, il est à nouveau nommé lieutenant-général du royaume de Navarre, charge qu'il remplit ce fois-ci de manière effective.
Son frère Henri II ayant été fait prisonnier à la bataille de Pavie le 24 février 1525 (ainsi que le roi de France), il tient alors un rôle prépondérant dans les négociations qui s'ensuivent avec le vainqueur Charles Quint.
Henri II réussit toutefois à s'évader de sa prison le 25 décembre 1525 et parvient à retourner sain et sauf en France. De là il retourne vers ses États pour arriver à Pau en avril 1526, mettant fin à la lieutenance de Charles qui n'a pas assisté à la libération de François Ier à Bayonne le 16 mars précédent.

### La guerre de Naples
Son frère semble très satisfait du gouvernement de Charles durant son absence et sa captivité. Il lui demande de l'accompagner à la cour de France. Tandis que Henri II va épouser en janvier 1527 Marguerite d'Angoulême sœur du roi de France, Charles va être désormais charger de diriger l'armée navarraise lors des prochains conflits.
Charles rejoint alors en Italie l'état-major de son cousin Odet de Foix-Lautrec chargé de la direction de la campagne contre Naples qui débute en janvier 1528.
Les troupes de Lautrec sont devant Naples en avril et commencent le siège de la ville. La résistance des assiégés fut plus tenace que prévu et bientôt des épidémies se déclarent dans le camp des assiégeants. Odet de Lautrec lui-même est emporté par la maladie le 15 août 1528. Il est remplacé pour commander par un autre cousin de Charles, le marquis Michel-Antoine de Saluces.
Saluces ordonne alors de lever le siège et entreprend une retraite confuse. Mais le 28 août il est attaqué et battu à Aversa par Philibert de Chalon et les Impériaux. Charles de Navarre, déjà affaibli par l'épidémie, est blessé et capturé dans la bataille. Il est emprisonné à Naples où il meurt bientôt le 19 septembre sans être encore âgé de 18 ans.
Pour son frère le roi Henri II la nouvelle de la perte du prince héritier de Navarre sera adoucie le 16 novembre 1528 par la naissance de la princesse Jeanne, nouvelle héritière du royaume.